# Строчок Слоневського
Строчок Слоневського (Gyromitra slonevskii) — ендемічний вид грибів роду Строчок (Gyromitra). Сучасну біномінальну назву надано у 2001 році.

## Будова
Плодове тіло заввишки 9,5—16,5 см. Мінлива, неправильної форми, шапинка схожа на конусоподібну митру або на сідло з двома верхівками 5,5—10,5 см висотою та 7—10 см в діаметрі. Складається з двох чи кількох зрощених лопатей, однак нижній край завжди вільний, не приростає до ніжки. Шапинка пустотіла, спочатку каштанового кольору, а потім темно-каштанова. Товста ребриста оксамитова ніжка 6—8 см заввишки, 4—6,5 см завтовшки, білого кольору з суцільним м'якушем (з кількома дрібними порожнинами). Її поверхня трохи буріє при пошкодженні. Ребра можуть галузитися в верхній частині. М'якуш має запах редьки. Споровий порошок білий.

## Життєвий цикл
Плодоносить у квітні — на початку травня.

## Поширення та середовище існування
Знайдений тільки на території України в Лісостепу (урочище Гнилиця Сумського лісництва; поблизу с. Могриця Сумської обл.; окол. с. Шкурати Пирятинського району Полтавської обл., Канівський природний заповідник; Регіональний ландшафтний парк «Трахтемирів»; заказник державного значення «Лісники»; біля смт. Калинівка Васильківського району Київської обл.). Росте групами з декількох плодових тіл у листяних лісах, на ґрунті чи зовсім гнилій деревині осики та інших листяних порід.

## Практичне використання
Їстівність невідома.

## Природоохоронний статус
Включений до третього видання Червоної книги України (2009 р.). Причиною зникнення є збір людьми через свою високу декоративність. Охороняється в Канівському природному заповіднику, Регіональному ландшафтному парку «Трахтемирів» та заказнику державного значення «Лісники».